# ستيفن بيلنغز
ستيفن بيلنغز (بالإنجليزية: Stephen Billings)‏ هو مهندس بريطاني، ولد في 1951.